# Shaggy Man
Shaggy Man è un personaggio immaginario, appartenente all'universo fumettistico DC Comics, avversario della Lega della Giustizia. Il suo autore è il disegnatore Gardner Fox.

## Biografia
Si tratta di un androide creato dallo scienziato Andrew Zangarian, costruito con un materiale estremamente resistente chiamato "Plastalloy", fuso con le capacità rigenerative delle salamandre, e quindi in grado di guarire da ogni danno. Essenzialmente senza cervello, la creatura quindi attacca tutto ciò che si muove. La Justice League ha tentato di fermare la creatura, finché Flash non suggerisce a Zagarian di creare una seconda creatura per combattere la prima. La Lega ha quindi sigillato i due mostri all'interno di una fossa profonda, dove si sarebbero potuti combattere a vicenda indefinitamente.
Uno Shaggy Man verrà poi liberato da Hector Hammond, che lo userà per attaccare la Lega. Lanterna Verde userà il suo anello del potere per rimpicciolire il mostro e sconfiggerlo. Il secondo attaccherà la Russia, per poi venire ingannato da Batman e spedito nello spazio aperto. In seguito il Generale Wade Eiling ruberà il corpo dell'androide per inserirvi il proprio cervello.
Simon Stagg eseguirà una procedura simile per trasferire la mente del suo scagnozzo Java nel corpo di uno Shaggy Man, ma verrà sconfitto dal membro degli Outsider Freigth Train. Una nuova versione di Shaggy Man viene creata da Lex Luthor per unirsi alla Lega dell'Ingiustizia. Shaggy Man assalterà poi l'eroe Geo-Force.
Nel settembre 2011, "The New 52" ha riavviato la continuità di DC. In questa nuova sequenza temporale, un Shaggy Man è apparso come membro della Secret Society of Super Villains. Creata dal professor Ivo, questa versione ha combattuto la Justice League of America.
Questo Shaggy Man riappare nella trama di "DC Rebirth" come una pedina del malvagio Black Manta. Dopo una brutale battaglia, Aquaman alla fine sconfigge la creatura attaccando la sua tessera Justice League allo Shaggy Man e ordinando al satellite Justice League di trasportarla oltre l'orbita terrestre.

## Poteri e abilità
Shaggy Man possiede una forza sovrumana, pari a quella di Superman e Wonder Woman. Privo di mente, non può provare paura, ne rimorso, ne dolore. Grazie alla fusione con DNA di salamandra, può rigenerare da qualunque danno, inoltre, essendo un robot, non ha bisogno ne di mangiare, ne di riposarsi, cosa che lo rende virtualmente immortale.

## Altri media
Shaggy Man compare in due episodi della serie Batman: The Brave and the Bold.